# Liste der Hofmarschalle des belgischen Hofes
Hofmarschall des belgischen Hofes (grand-maréchal de la cour de Bruxelles, grootmaarschalk aan het Hof) war von 1831 bis 2006 ein Hofamt in Belgien. Der Hofmarschall verwaltete das königliche Vermögen. Es wurde zum 30. September 2006 abgeschafft.
| Amtszeit                    | Name                                     | Bemerkungen                                   | König der Belgier |
| --------------------------- | ---------------------------------------- | --------------------------------------------- | ----------------- |
| 1831                        | Philippe d’Arschot Schoonhoven           |                                               | Leopold I.        |
| 1862 bis 1865               | Graf Théodore van der Straten-Ponthoz    | (* 18. Mai 1809 in Brüssel)                   | Leopold I.        |
| 1865 bis 1889               | Graf Théodore van der Straten-Ponthoz    | (* 18. Mai 1809 in Brüssel)                   | Leopold II.       |
| 1934 bis 1946               | Graf Louis Cornet d’Elzius de Ways Ruart |                                               | Leopold III.      |
| 1950 bis 1951               | Amaury de Mérode                         | (1902–1980)                                   | Leopold III.      |
| 1951 bis 1954               | Comte Edmond Carton de Wiart             |                                               | Baudouin          |
| 1954 bis 1962               | Comte Gobert d’Aspremont-Lynden          |                                               | Baudouin          |
| 1962 bis 1974               | André Schöller                           | ehemaliger Vice-Gouverneur von Belgisch-Kongo | Baudouin          |
| 1974                        | Herman Liebaers                          |                                               | Baudouin          |
| 1989 bis 1993               | Gérard Jacques                           |                                               | Baudouin          |
| 1994                        | Gérard Jacques                           |                                               | Albert II.        |
| 2002 bis 30. September 2006 | Frank De Coninck                         |                                               | Albert II.        |

## Quelle
- Dorothée Klein: L’Entourage Royale. In: Express, 3.–9. März 2000; home.scarlet.be (MS Word; 25 kB)